# Liste des autoroutes de la Bulgarie
La Bulgarie, a prévu de construire 8 autoroutes d'une longueur de 1 480 km environ. Elles doivent être distinguées des voies rapides.
Actuellement le réseau autoroutier bulgare est long de 807,2 km et compte deux autoroutes achevées. La limitation de vitesse autorisé est de 140 km/h sur la majorité du réseau autoroutier.
La numérotation commence avec la lettre « A » qui signifie « Автомагистрала/Avtomagistrala » (Autoroute).

## Histoire
Après la chute du communisme la Bulgarie a pris un grand retard sur la construction de ses autoroutes. Il a fallu attendre 2009 pour que la construction des autoroutes prenne une importance pour le gouvernement. Ainsi le gouvernement de Boïko Borissov a mis comme un de ses principaux objectifs la construction d'autoroutes pour essayer de rattraper le temps perdu. C'est notamment grâce aux fonds européens que la majorité des tronçons ouverts et en construction ont vu le jour.

## Paiement
L'usager souhaitant utiliser le réseau autoroutier bulgare doit acheter une vignette винетка en bulgare pour les véhicules jusqu’à 3,5 t. Pour les véhicules au-delà de 3,5 t, à partir du 16 août 2019 une taxe basée sur la distance parcouru devra être payée. Les vignettes sont disponibles dans les stations services, aux abords des frontières, par internet sur le site "BG TOLL" ou sur l'application mobile "BG TOLL" pour Android et "BG TOLL" pour iOS
Le contrôle des vignettes s'effectue grâce à 300 caméras fixes et 105 patrouilles mobiles sur le territoire national.

## Autoroutes
| Autoroutes           |                                    |                 |                |                |                 |           |                                   |
| Symbole              | Parcours                           | Longueur totale | Mis en service | Mis en service | En construction | Planifié  | Informations                      |
|                      | Sofia, Plovdiv, Burgas             | 360 km          | 360 km         | 100%           |                 |           | Autoroute Trakya                  |
|                      | Sofia, Veliko Tarnovo, Varna       | 418 km          | 191 km         | 45.69%         | 52 km           | 227 km    | Autoroute Hémous                  |
|                      | Sofia, Blagoevgrad, Koulata        | 172 km          | 143 km         | 83.14%         | 3,5 km          | 29 km     | Autoroute Strouma                 |
|                      | Chirpan, Haskovo, Kapitan Andreevo | 117 km          | 117 km         | 100 %          |                 |           | Autoroute Maritsa                 |
|                      | Varna, Nessebar, Burgas            | 108 km          | 8 km           | 7.77%          |                 | 93.29 km  | Autoroute Tchérno Moré            |
|                      | Sofia, Kalotina                    | 63 km           | 46,5 km        | 73.80%         | 16.5 km         | 16.5 km   | Autoroute Evropa                  |
|                      | Veliko Tarnovo, Roussé             | 133 km          | 0 km           | 0 %            |                 | 118 km    | Autoroute Roussé - Véliko Tarnovo |
| Total des autoroutes | Total des autoroutes               | 1371 km         | 865,5 km       | 70,4 %         | 72 km           | 365,79 km |                                   |

## Sections d'autoroutes en construction
|   | Autoroute      | Tronçon         | Longueur (км) | Début Construction | Mise en service | Info |
| - | -------------- | --------------- | ------------- | ------------------ | --------------- | --- |
| 1 |                | Lot 1           | 15,26 km      | 23 avril 2019      | 2024            | 36 mois de travaux                                                                                              |
| 2 |                | Lot 2           | 19,2 km       | 23 avril 2019      | 2026            | 24 à 36 mois de travaux                                                                                         |
| 3 |                | Lot 3           | 17,08 km      | 23 avril 2019      | 2025            | 24 à 36 mois de travaux                                                                                         |
| 3 |                | 3.1.1           | 3,5 km        | 31 août 2017       | 2022            | |
| 4 |                | 3.1.2           | 4,4 km        | 2019               | 2022            | Mise en service de la section 1 en janvier 2021, de la section 3 en avril 2021 et de la section 2 en mars 2022. |
| 5 |                | 1               | 14,5 km       | 13 février 2020    | janvier 2022    | |
| 6 | Vidin - Vratsa | Vidin - Makréch | 24,53 km      | 2020               | avril 2022      | Sur la section de 29,643 km, 24,53 km seront au format autoroutier et 5,113 km au format routier.               |
|   |                |                 | 141,45 km     |                    |                 | |